# Actieve markering
Actieve markering is een markering in het wegdek die zelf licht geeft. 
Als lichtbron kunnen leds gebruikt worden die één of twee centimeter boven het wegdek uitsteken. Eventueel kunnen zonnecellen als energiebronnen worden gebruikt. 
Deze markering is op grotere afstand (tot 1 km) zichtbaar dan de reeds lang bekende glasbolreflectoren of kattenogen, doordat de werking daarvan beperkt is tot de reikwijdte van de voertuigverlichting. 
Actieve markering kan worden toegepast op gevaarlijke punten, zoals bochten en fietsersoversteekplaatsen. Op dergelijke plaatsen wordt meestal een enkele lantaarnpaal gebruikt, maar met actieve markering heeft de weggebruiker minder last van abrupte overgangen van licht naar donker en omgekeerd en de markering is minder kwetsbaar dan een enkele lantaarnpaal in de eenzame ruimte. 
Actieve markering is geschikt als alternatief voor gewone wegverlichting in natuurgebieden, omdat het de lichtvervuiling beperkt. 
De lampen die hiervoor gebruikt worden, hebben wel wat weg van de aloude kattenogen, die echter op reflectie van licht waren gebaseerd.  
Sinds 1999 experimenteert de provincie Noord-Holland met actieve markering, op de N207 en de N504. 